# ¿Sabes más que un niño de primaria?
¿Sabes más que un niño de primaria? es un concurso de preguntas, basado en el programa estadounidense Are You Smarter Than a 5th Grader? de FOX, emitido en varios países e idiomas (en España, durante los años 2007-2008, por la cadena Antena 3, y presentado por Ramón García). El objetivo es que los concursantes lleguen a la última pregunta, con ayuda de algunos niños. 

## Mecánica del concurso
En un escenario que recrea el aula de un colegio, el concursante tendrá que contestar, de manera individual, a un cuestionario de 10 preguntas que abarcarán las diferentes materias que se imparten en primaria (de primero a sexto, ambos cursos incluidos). Con cada pregunta contestada correctamente, el concursante irá acumulando dinero. Además, tendrá la posibilidad de leer las preguntas antes de decidir si quiere seguir adelante y poner en juego lo conseguido hasta ese momento o plantarse y llevarse el dinero acumulado. Si abandona el concurso, el concursante tendrá que reconocer ante la cámara: "¡No sé más que un niño de primaria!".
El concursante podrá recurrir en tres ocasiones a la ayuda de los niños, 5 pequeños de entre 8 y 10 años que representan a "la clase". Los chavales contestarán a las preguntas a la vez que el participante y éste podrá consultar sus respuestas haciendo uso de sus 3 "chuletas": "ojear", "copiar" y "salvar".
Ojear: El concursante podrá echar un vistazo a las respuestas de uno de los niños de "La clase". Podrá optar por esa respuesta "ojeada" o dar otra que considere más acertada.
Copiar: El concursante puede recurrir a uno de los niños de "La clase", pero no podrá escoger. Si opta por esta "chuleta" la respuesta final será la que haya escrito el pequeño.
Salvar: Esta "chuleta" se activa automáticamente si el concursante da una respuesta incorrecta. Si el niño escogido tiene la respuesta correcta a la pregunta, el concursante "se salva".
Una vez agotadas las chuletas, el concursante ya no podrá consultar a los niños y tendrá que seguir él sólo, aunque se podrá plantar y llevarse a casa el dinero acumulado.

### Premios
| Superpregunta : 300 000 € |          |
| 5 000€                    | 100 000€ |
| 4 000€                    | 50 000€  |
| 3 000€                    | 25 000€  |
| 2 000€                    | 12 000€  |
| 1 000€                    | 6 000€   |

## La clase de la primera temporada 2007
Germán tiene 11 años y estudia 6.º curso de primaria. Su nota media es de Notable y las asignaturas que mejor se le dan son el Conocimiento del Medio y las Matemáticas; la que menos le gusta es Lengua. Germán es un loco del deporte, y eso es lo que mejor le define: baloncesto, fútbol, Fórmula 1. Sus deportistas preferidos son Fernando Alonso y Schumacher. Además es un chico con carácter.
Javier tiene 12 años y está en 6.º de primaria. Su nota media es Notable y le encanta el Conocimiento del Medio. Es el mediano de tres hermanos. Tiene buen carácter y se lleva bastante bien con sus padres. Es bastante ligón con las chicas y tiene mucho éxito entre ellas. Le gusta mucho nadar y cree que la gimnasia rítmica es un deporte un poco tonto.
María tiene 11 años y cursa 5.º de primaria. Su nota media es «notable alto». Le encanta Lengua y lo que menos le apasiona son las Matemáticas. De mayor quiere ser joyera y estudiar Gemología. Estudia flamenco y le encanta bailar en todas las fiestas a donde va. El rugby y el fútbol le parecen deportes tontos, no como los que practica ella: tirolina, patinaje sobre hielo, natación.
Verónica tiene 11 años y está en 6.º de primaria. Su nota media es sobresaliente y le encanta la Gimnasia. La asignatura que menos le gusta es Lengua. De mayor está dudando entre estudiar Bellas Artes o Derecho. Su película preferida es Titánic, y odia las pelis sangrientas. Se considera romántica y soñadora. Va a clases de baile latino y de hip-hop y presume de ello en las fiestas.
Adrián tiene 11 años y estudia 5.º curso de primaria. Su nota media es sobresaliente y las asignaturas que más le gustan son Inglés, Lengua y Educación Física. La asignatura que menos le gusta son las Matemáticas. Le encanta cantar y ha formado un grupo con un chico y dos chicas, compañeros del colegio. Le gusta jugar al vóleibol, pero en cambio piensa que el fútbol es un deporte tonto. Adrián es fan de Eurovisión, entre otras de sus aficiones.

## La clase de la segunda temporada 2008
Los niños elegidos son: Pablo, Fernando, María, Rodrigo y Marta. Todos ellos han acabado 6.º de educación primaria.
Fernando se lleva muy bien con sus padres, con los que suele viajar mucho. Le gustan mucho los videojuegos y el deporte.
María es la menor de tres hermanos y la única chica. Tiene muchas aficiones: los videojuegos, la lectura, el cine y los deportes, su mayor pasión es la gimnasia rítmica.
Rodrigo nació en Ecuador pero lleva mucho tiempo viviendo en España. Le gusta mucho la música: el pop, la salsa. También juega al fútbol y al baloncesto.
Marta es una valenciana de 11 años. En sus ratos libres suele montar a caballo y bailar. También le gusta mucho leer.
Pablo es el futbolista del grupo. Juega como mediocentro y de mayor le gustaría parecerse a Kaká, su jugador favorito. Le gusta mucho la aventura. 

## Asignaturas
Los concursantes tienen que elegir la asignatura de la pregunta que se les vaya a formular, pudiendo elegir, entre otras, las siguientes: Matemáticas, Gramática, Ciencias Sociales, Física, Medidas, Geometría, Música, Ciencias Naturales, Anatomía, Lengua, Ortografía, Geografía de España, Geografía Mundial, Historia de España, Historia Mundial, Inventos, Arte.

## Polémica
El programa no se libra de las críticas por algunos fallos y la actitud de los niños. De forma general, las materias, temáticas y preguntas en algunos casos no se correspondían a Educación primaria sino a secundaria. También han fallado en asuntos como el número de letras que contiene el abecedario español, dando por mala la respuesta correcta del concursante. Algo similar ocurrió dando por mala una respuesta buena sobre cuál era el planeta del Sistema Solar con más satélites: la concursante respondió Júpiter, casualmente al igual que el niño, y les dieron la respuesta por mala alegando que se trataba de Saturno por tener 18 satélites; sin embargo, en aquel entonces ya se habían descubierto más de 60 lunas en Júpiter.
En España, ante las opiniones en contra de varios espectadores sobre las respuestas de los niños, alegando que rara vez fallaban una pregunta, algunos internautas mostraron en páginas de Internet fotos de los niños con un auricular  que según ellos, les decía las respuestas de antemano. Antena 3 reconoció el uso de esos auriculares, pero no como "chivatos" de respuestas, sino a modo de darles indicaciones de realización mientras se estaba grabando el programa.

## Premios y nominaciones

### Premios Zapping
| Año  | Categoría | Resultado |
| ---- | --------- | --------- |
| 2007 | Concurso  | Nominado  |

## Otros países
| País            | Nombre                                                | Conductor                                                      | Canal                  | Estreno                  | Idioma            |
| --------------- | ----------------------------------------------------- | -------------------------------------------------------------- | ---------------------- | ------------------------ | ----------------- |
| Alemania        | Das weiß doch jedes Kind!                             | Cordula Stratmann                                              | Sat.1                  | 6 de julio de 2007       | Alemán            |
| Argentina       | ¿Sabés más que un chico de 5º grado?                  | Andrea Frigerio                                                | América 2              | 9 de julio de 2007       | Español           |
| Australia       | Are You Smarter Than a 5th Grader?                    | Rove McManus                                                   | Channel Ten            | 26 de septiembre de 2007 | Inglés            |
| Austria         | Dreizehn                                              | Christian Clerici                                              | ORF1                   | 27 de septiembre de 2007 | Alemán            |
| Bélgica         | Slimmer Dan Een Kind Van 10?                          | Goedele Liekens                                                | VT4                    | 6 de septiembre de 2007  | Neerlandés        |
| Bulgaria        | Това го знае всяко хлапе!                             | Ivan & Andrei                                                  | bTV                    | 15 de septiembre de 2007 | Búlgaro           |
| Brasil          | Você é Mais Esperto Que um Aluno da 5a Série?         | Silvio Santos                                                  | SBT                    | 23 de septiembre de 2007 | Portugués         |
| Canadá          | Are You Smarter Than a Canadian 5th Grader?           | Colin Mochrie                                                  | Global                 | 25 de octubre de 2007    | Inglés            |
| Chile           | ¿Sabes más que un niño de 5º básico?                  | José Miguel Viñuela                                            | MEGA                   | 2 de abril de 2008       | Español           |
| Colombia        | ¿Sabes más que un niño de primaria?                   | Jose Gabriel Ortíz                                             | Caracol TV             | Febrero 2008             | Español           |
| Dinamarca       | Er Du Klogere End En 10-Arig?                         | Jan Gintberg                                                   | TV3                    | 22 de septiembre de 2007 | Danés             |
| Eslovaquia      | Ste chytrejší ako piatak?                             | Peter Marcin                                                   | TV Markiza             | 2007                     | Eslovaco          |
| España          | ¿Sabes más que un niño de primaria?                   | Ramón García                                                   | Antena 3               | 28 de junio de 2007      | Español           |
| Estados Unidos  | Are You Smarter Than a 5th Grader?                    | Jeff Foxworthy                                                 | FOX                    | 27 de febrero de 2007    | Inglés            |
| Filipinas       | Kakasa Ka Ba Sa Grade 5?                              | Janno Gibbs                                                    | GMA Network            | October 2007             | Filipino e Inglés |
| Francia         | Êtes vous plus fort qu’un élève de 10 ans?            | Roland Magdane                                                 | M6                     | 3 de septiembre de 2007  | Francés           |
| Holanda         | Ben je slimmer dan een kind?                          | Erik van der Hoff                                              | Net 5                  | 2 de septiembre de 2007  | Neerlandés        |
| Hungría         | Okosabb vagy mint egy 5-es?                           | Attila Till                                                    | TV2                    | 24 de agosto de 2007     | Húngaro           |
| Islandia        | Ertu skarpari en skólakrakki?                         | Gunnar Hansson                                                 | Skjár 1                | 21 de octubre de 2007    | Islandés          |
| Israel          | ?האם אתה חכם מתלמיד כיתה ו '                          | Eyal Kizis                                                     | Channel 2              | julio de 2007            | Hebreo            |
| Letonia         | Vai tu esi gudrāks par piektklasnieku?                | Māris Olte                                                     | TV3                    | 8 de septiembre de 2007  | Letón             |
| Lituania        | Penktokų iššūkis                                      | Andrius Rožickas                                               | TV3                    | 2 de septiembre de 2007  | Lituano           |
| México          | Todo el mundo cree que sabe                           | Marco Antonio Regil                                            | Canal de las Estrellas | 13 de junio de 2009      | Español           |
| Medio Oriente   | Chef bilal 7dood                                      | ?                                                              | FOX (Middle East)      | 2011 a en emisión        | árabe             |
| Nueva Zelanda   | Are You Smarter Than A 10 Year Old?                   | Dominic Bowden                                                 | TV2                    | 9 de septiembre de 2007  | Inglés            |
| Polonia         | Czy jesteś mądrzejszy od 5-klasisty?                  | Robert Korólczyk (1 temporada)/ Marzena Rogalska (2 temporada) | TV Puls/FOX Polska     | 29 de octubre de 2007    | Polaco            |
| Perú            | ¿Sabes más que un niño de primaria?                   | Bruno Pinasco                                                  | América Televisión     | 2014                     | Español           |
| Portugal        | Sabe Mais Do Que Um Miúdo De 10 Anos?                 | Jorge Gabriel                                                  | RTP1                   | 17 de septiembre de 2007 | Portugués         |
| Reino Unido     | Are You Smarter than a 10-Year-Old? (versión estelar) | Noel Edmonds                                                   | Sky One                | 7 de octubre de 2007     | Inglés            |
| Reino Unido     | Are You Smarter than a 10-Year-Old? (versión diaria)  | Dick and Dom                                                   | Sky One                | 8 de octubre de 2007     | Inglés            |
| República Checa | Jsi chytřejší než Páťák?                              | Michal Suchánek & Richard Genzer                               | TV Nova                | 2007                     | Checo             |
| Rumania         | Te Crezi Mai De5tept                                  | Virgil Iantu                                                   | Prima TV               |                          | Rumano            |
| Serbia          | Да ли сте паметнији од ђака петака?                   | Voja Nedeljković                                               | Fox Televisja          | septiembre de 2007       | Serbio            |
| Tailandia       | ถ้าคุณแน่? อย่าแพ้ ป.4!                                    | Kanit Sarasin                                                  | Thai TV 3              | 1 de octubre de 2007     | Tailandés         |
| Turquía         | 5'e Gidenden Akilli Misin?                            | Tolga Gariboğlu                                                | STAR TV                | junio de 2007            | Turco             |

1. ↑  Inicialmente la conductora era Andrea Frigerio pero debido a que el programa tenía baja audiencia, se pasó a los fines de semana con nuevo conductor: Pablo Granados.

## Enlaces
- Sitio web oficial del programa

- Datos: Q21622992